# 21 Большой Медведицы
21 Большой Медведицы (лат. 21 Ursae Majoris), HD 81104 — двойная звезда в созвездии Большой Медведицы на расстоянии (вычисленном из значения параллакса) приблизительно 640 световых лет (около 196 парсеков) от Солнца. Видимая звёздная величина звезды — +7,36m.

## Характеристики
Первый компонент — белая звезда спектрального класса A2. Радиус — около 3,51 солнечных. Эффективная температура — около 7653 К.